# Kulob
Kulob o Kulab (en tadjik i en rus Кӯлоб, en persa کولاﺏ, romanitzat Kûlob/Kūlob), abans conegut com a Kulyab (en tadjik i en rus Куляб) és una ciutat de la província de Khatlon, antiga capital del districte de Kulob. Està situada al sud de Tadjikistan, a 203 quilòmetres al sud-est de la capital, Dushanbe, i a uns 35 quilòmetres al nord de la frontera amb Afganistan. La ciutat es troba a la vall del riu Yakhsu (tributari del Panj), que voreja la ciutat, i està situada als peus de la serralada del Khazratishokh. A 2020, Kulob era la quarta ciutat més poblada del país, amb 106.300 habitants a la ciutat i 214.700 habitants a la seva àrea metropolitana.
Es considera que l'any 2006 Kulob va celebrar 2700 anys d'existència. La ciutat era un node comercial en la ruta des de la Vall de Gissar fins l'Afganistan. Existeix una inscripció de l'any 200 aC, trobada el 2004 en el mercat d'antiguitats de Kulob coneguda com la "inscripció de Kulob". En aquell moment la ciutat formava part del regne greco-bactrià, i la inscripció, feta per un grec anomenat Heliodot, dedica un altar de foc a Hèstia de part del rei Eutidem I i el seu fill Demetri I de Bactriana.
El cotó i el cereal són els principals cultius de la regió que envolta la ciutat, i la pastura d'ovelles és l'activitat ramadera principal de les zones de muntanya properes. La ciutat disposa de vàries indústries de processament alimentari i de creació de materials de construcció. Disposa d'un aeroport propi, l'aeroport de Kulob, que només realitza vols internacionals a Rússia. (IATA: TJU, ICAO: UTDK).